# Gerszom z Moguncji
Gerszom z Moguncji, Gerszom ben Jehuda, zwany Światłem Diaspory lub Rabejnu (ur. ok. 960 w Metzu, zm. ok. 1028 lub 1040 w Moguncji) – jeden z ważniejszych talmudystów w średniowiecznych Niemczech. Uważany za duchowego ojca judaizmu aszkenazyjskiego.
Był uczniem Jehudy ha-Kohena. W Moguncji prowadził akademię talmudyczną.
Był protagonistą racjonalizmu w naukach talmudycznych Żydów aszkenazyjskich. Zajmował się także masorą, ustalając oczyszczoną wersję tekstu biblijnego. Prawdopodobnie był autorem komentarzy do Talmudu, który także sam redagował. Był także autorem responsów, cytowanych m.in. przez Rasziego i kodyfikatorów halachy.
Około 1000 roku był organizatorem zjazdu rabinów, które wydały 25 decyzji, zakazujących m.in. poligamii, udzielania rozwodu bez zgody obu stron czy czytania cudzej korespondencji.
Był również autorem selichot, powstałych prawdopodobnie po tym, gdy jego żona i syn zostali zmuszeni do przyjęcia chrztu. 
Jego uczniami byli m.in. Eliezer HaGadol i Jaakow ben Jakar.